# أوكتانال
الأوكتانال هو مُركب ألدهيد عضوي وصيغته الكيمائية CH3(CH2)6CHO. وهو مادة عطرية سائلة عديمة اللون لها رائحة تشبه رائحة الفواكه توجد بشكل طبيعي في زيوت الموالح. تُستخدم الأوكتانال تجاريًا في مكونات العطور وفي إنتاج النكهات للصناعات الغذائية. عادة ما يتم إنتاجها عن طريق تفاعل الأوكسو لمادة الهبتين ونزع الهيدروجين من 1-أوكتانول.
يُشار إلى الأوكتانال أيضًا بأسماء الألدهيد الأوكتانويك أو ألدهيد سي-8.